# Amphoe Bang Klam
Amphoe Bang Klam (thailändisch อำเภอ บางกล่ำ) ist ein Landkreis (Amphoe – Verwaltungs-Distrikt) in der Provinz Songkhla. Die Provinz Songkhla liegt in der Südregion von Thailand an der Küste zum Golf von Thailand.

## Geographie
Benachbarte Distrikte und Gebiete (von Süden im Uhrzeigersinn): die Amphoe Hat Yai, Rattaphum und Khuan Niang in der Provinz Songkhla. im Nordosten liegt der Songkhla-See.

## Geschichte
Bang Klam wurde am 7. Januar 1986 zunächst als Unterbezirk (King Amphoe) eingerichtet, indem vier Tambon vom Amphoe Hat Yai abgetrennt wurden.
Am 8. September 1995 wurde Bang Klam zum Amphoe heraufgestuft.

## Verwaltung

### Provinzverwaltung
Amphoe Bang Klam ist in vier Unterbezirke (Tambon) eingeteilt, welche weiter in 36 Dorfgemeinschaften (Muban) untergliedert sind.
| Nr. | Name      | Thai   | Muban | Einwohner |
| --- | --------- | ------ | ----- | --------- |
| 1.  | Bang Klam | บางกล่ำ | 07    | 03.624    |
| 2.  | Tha Chang | ท่าช้าง  | 18    | 19.869    |
| 3.  | Mae Thom  | แม่ทอม  | 06    | 02.268    |
| 4.  | Ban Han   | บ้านหาร | 05    | 03.606    |

### Lokalverwaltung
Es gibt zwei Kleinstädte (Thesaban Tambon) in dem Landkreis:
- Tha Chang (เทศบาลตำบลท่าช้าง) besteht aus dem gesamten Tambon Tha Chang.
- Ban Han (เทศบาลตำบลบ้านหาร) besteht aus dem gesamten Tambon Ban Han.

Die beiden Tambon Bang Klam und Mae Thom werden jeweils von einer „Tambon-Verwaltungsorganisationen“ (TAO, องค์การบริหารส่วนตำบล) verwaltet.